# Vasskären

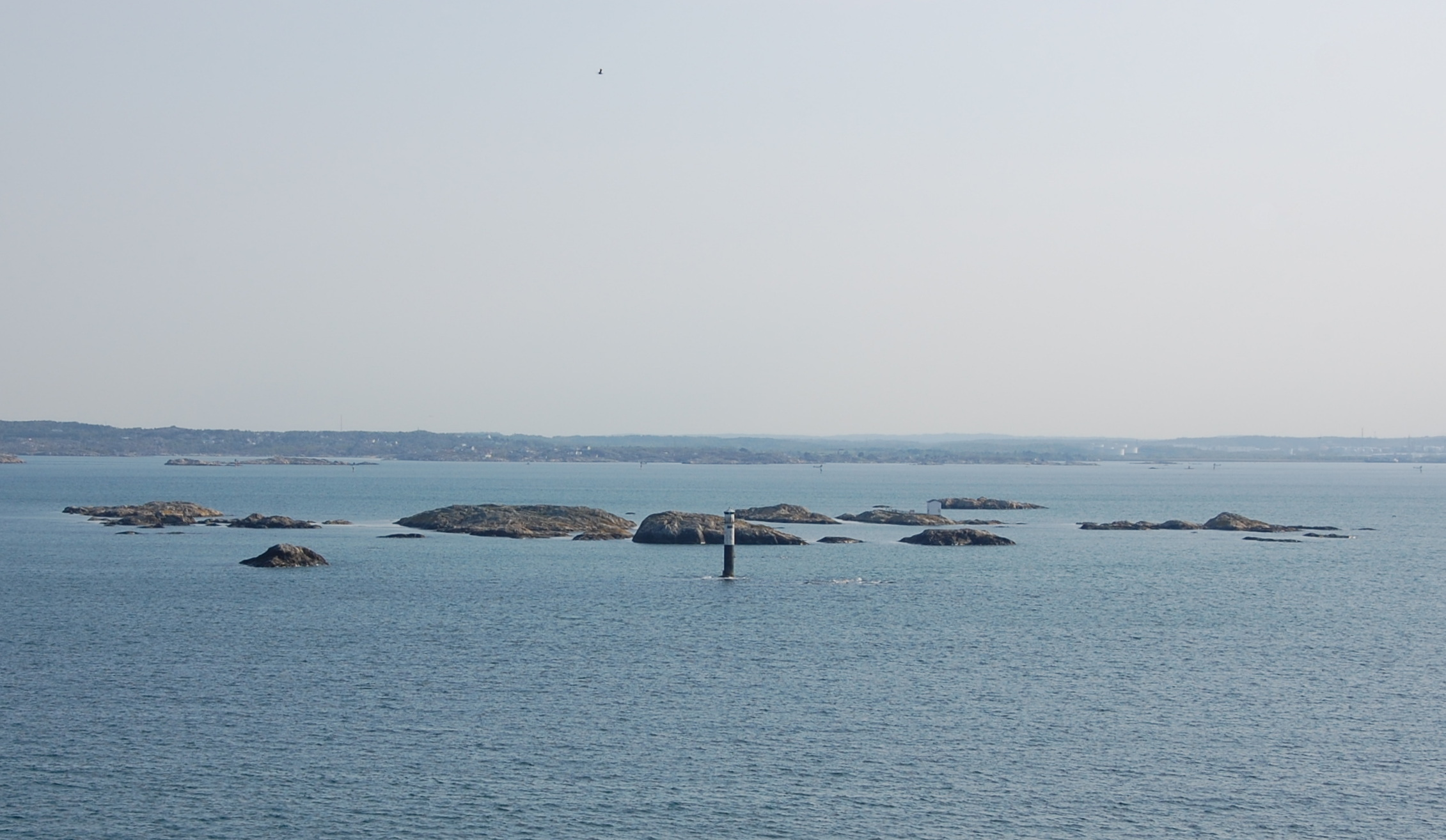
Vasskären

Vasskären ist eine kleine zu Schweden gehörende Inselgruppe im Kattegat.
Sie liegt im Göteborger Schärengarten westlich von Göteborg in der Provinz Västra Götalands län und gehört zur Gemeinde Göteborg. Zur Inselgruppe gehören etwa 40 allesamt unbewohnte Kleinstinseln, die sich auf einer Fläche von etwa 400 mal 400 Metern verteilen. Etwas weiter westlich liegen die Insel Danaholmen und Klåveskär, nordöstlich Harstensbådan. Mit diesen bildet Vasskären ein Vogelschutzgebiet. Die Inseln bestehen aus Felsklippen und sind weitgehend frei von Bewuchs. Auf einer Insel wurde eine Hütte errichtet. Südöstlich von Klåveskär führen die Fährrouten Göteborg-Kiel und Göteborg-Frederikshavn vorbei.
Etwas südwestlich der Inselgruppe befindet sich der 15 Meter hohe Leuchtturm Vasskären. 